# 第70次長期滞在
第70次長期滞在（Expedition 70）は70回目の国際宇宙ステーションでの長期滞在。この長期滞在は2023年9月27日のソユーズ MS-23の出発で開始され、デンマーク人宇宙飛行士アンドレアス・モーゲンセンが第69次長期滞在のセルゲイ・プロコピエフからISSの指揮権を引き継いだ。この長期滞在は2024年4月6日にNASAの宇宙飛行士ローラル・オハラのソユーズ MS-24での出発で終了した。

## 背景、クルー、イベント
当初、この長期滞在は第69次長期滞在から移行したアンドレアスとともにスペースX Crew-7でアメリカ、日本およびロシアからやって来た3人のクルー、ジャスミン・モグベリ、古川聡、コンスタンチン・ボリソフと、ソユーズ MS-24で到着したロシア人飛行士オレグ・コノネンコとニコライ・チュブ、それにアメリカ人飛行士のローラル・オハラとで構成されていた。
しかしながら、船外活動による艤装およびRTOd放熱器の設置に数か月を費やしたにもかかわらず、6ヶ月後の2023年10月9日にナウカのRTOd放熱器が実使用前に故障した（RTOd設置の目的は、ナウカでの実験による熱を放射するためだった）。冷却剤漏れによるこの故障によって、RTOd放熱器はナウカで使用することができなくなった。これはソユーズ MS-22およびプログレス MS-21に続く3度目のISSの放熱器からの漏洩となった。仮に予備のRTOdが手配できなければ、ナウカでの実験は打ち上げ時のメイン放熱器に頼らざるを得ず、その場合はモジュールの能力をフル活用することができなくなる。
その後、長期滞在ミッションのクルーおよびアクシオム ミッション3といった訪問者（アメリカ人のマイケル・ロペス＝アレグリア、イタリア人宇宙飛行士ワルター・ヴィラデイ、ESAのスウェーデンプロジェクトの宇宙飛行士マルクス・ヴァントおよびトルコ人宇宙飛行士アルペル・ゲゼラフチュが搭乗）によってクルーが補充された当初、ボーイング スターライナー有人飛行試験がこの長期滞在中にドッキングすることになっていたが、宇宙船の打ち上げスケジュールは4月に延期されたため、第71次長期滞在中にドッキングすることになる。

## イベント時系列
先行ミッション：第69次長期滞在
2023年9月27日 – ソユーズMS-23が無人でドッキング解除、公式に第69次長期滞在から移行
2023年10月9日 – ナウカのRtoD追加放熱器で漏洩発生
2023年10月25/26日 - EVA 1（VKD-61）コノネンコ/チュブ：7時間41分
2023年11月1日 - EVA 2（US-89）モグベリ/オハラ：6時間42分
2023年11月11日 – CRS SpX-29 ドッキング
2023年11月29日 – プログレス MS-23/84P ドッキング解除
2023年12月3日 – プログレス MS-25/86P ドッキング
2023年12月21日 - CRS Spx-29 ドッキング解除
2023年12月22日 – CRS シグナス NG-19 係留解除および解放
2024年1月20日 – アクシオム ミッション3 ドッキング（短期訪問者）
2024年1月31日 – CRS シグナス NG-20 捕捉および係留
2024年2月7日 – アクシオム ミッション3 ドッキング解除（短期訪問者）
2024年2月13日 – プログレス MS-24/85P ドッキング解除
2024年2月17日 – プログレス MS-26/87P ドッキング
2024年3月5日 – スペースX Crew-8 ドッキング
2024年3月11日 – スペースX Crew-7 ドッキング解除
2024年3月23日 - CRS Spx-30 ドッキング
2024年3月24日 – ソユーズ MS-25/71S ドッキング 第70/71次長期滞在および短期訪問者
2024年4月6日 – ソユーズ MS-24/70S ドッキング解除、公式に第71次長期滞在に移行
後続ミッション：第71次長期滞在

## クルー
| フライト           | 飛行士                                            | 第1期                        | 第2期                  | 第3期                   | 第4期                  | 第71次へ移行       |
| フライト           | 飛行士                                            | 2023年9月27日 - 2024年3月5日 | 2024年3月5日 - 3月11日 | 2024年3月11日 - 3月25日 | 2024年3月25日 - 4月6日 | 2024年4月6日 -     |
| ------------------ | ------------------------------------------------- | ---------------------------- | ---------------------- | ----------------------- | ---------------------- | ------------------ |
| ソユーズ MS-24/70S | オレグ・コノネンコ、Roscosmos 5回目               | フライトエンジニア           | フライトエンジニア     | 指揮官                  | 指揮官                 | 指揮官             |
| ソユーズ MS-24/70S | ニコライ・チュブ、Roscosmos 1回目                 | フライトエンジニア           | フライトエンジニア     | フライトエンジニア      | フライトエンジニア     | フライトエンジニア |
| ソユーズ MS-24/70S | ローラル・オハラ、NASA 1回目                      | フライトエンジニア           | フライトエンジニア     | フライトエンジニア      | フライトエンジニア     | 帰還後             |
| スペースX Crew-7   | ジャスミン・モグベリ、NASA 1回目                  | フライトエンジニア           | フライトエンジニア     | 帰還後                  | 帰還後                 | 帰還後             |
| スペースX Crew-7   | アンドレアス・モーゲンセン、ESA 2回目             | 指揮官                       | 指揮官                 | 帰還後                  | 帰還後                 | 帰還後             |
| スペースX Crew-7   | 古川聡、JAXA 2回目                                | フライトエンジニア           | フライトエンジニア     | 帰還後                  | 帰還後                 | 帰還後             |
| スペースX Crew-7   | コンスタンチン・ボリソフ、Roscosmos 1回目         | フライトエンジニア           | フライトエンジニア     | 帰還後                  | 帰還後                 | 帰還後             |
| スペースX Crew-8   | マシュー・ドミニク、NASA 1回目                    | 搭乗前                       | フライトエンジニア     | フライトエンジニア      | フライトエンジニア     | フライトエンジニア |
| スペースX Crew-8   | マイケル・バラット、NASA 3回目                    | 搭乗前                       | フライトエンジニア     | フライトエンジニア      | フライトエンジニア     | フライトエンジニア |
| スペースX Crew-8   | ジャネット・エップス、NASA 1回目                  | 搭乗前                       | フライトエンジニア     | フライトエンジニア      | フライトエンジニア     | フライトエンジニア |
| スペースX Crew-8   | アレクサンダー・グレベンキン、Roscosmos 1回目     | 搭乗前                       | フライトエンジニア     | フライトエンジニア      | フライトエンジニア     | フライトエンジニア |
| ソユーズ MS-25/71S | トレイシー・コールドウェル＝ダイソン、 NASA 3回目 | 搭乗前                       | 搭乗前                 | 搭乗前                  | フライトエンジニア     | フライトエンジニア |

長期滞在クルーの他にアクシオム・スペースのマイケル・ロペス＝アレグリア（元NASA）、イタリア国防省のワルター・ヴィラデイ、トルコ宇宙機関のアルペル・ゲゼラフチュ、スウェーデン国立宇宙委員会のマルクス・ヴァントからなるアクシオム ミッション3を載せたクルードラゴンがステーションを訪れた。
ソユーズ MS-25は長期滞在メンバーのトレイシー・コールドウェル＝ダイソンと、訪問者としてRoscosmosのオレッグ・ノヴィツキーおよびベラルーシ宇宙局がISS訪問ミッションのために訓練したフライトアテンダントのマリナ・ヴァシレフスカヤを運ぶことになっている。ドッキングの一週間後に、ノヴィツキーとヴァシレフスカヤは長期滞在メンバーのローレル・オハラとともにソユーズ MS-24で帰還する。一方、MS-24で打ち上げられたコノネンコとチュブはMS-25で帰還する。

## 宇宙船目録[5]
| 宇宙船                                                            | 目的                                          | ポート                             | ドッキング/捕捉日                  | ドッキング解除日 （第70次長期滞在中であれば） |
| 第69次長期滞在から引き継いだ宇宙船                                | 第69次長期滞在から引き継いだ宇宙船            | 第69次長期滞在から引き継いだ宇宙船 | 第69次長期滞在から引き継いだ宇宙船 | 第69次長期滞在から引き継いだ宇宙船            |
| ----------------------------------------------------------------- | --------------------------------------------- | ---------------------------------- | ---------------------------------- | --------------------------------------------- |
| プログレス MS-23/84P                                              | ロシアの貨物船                                | ポイスク 天頂側                    | 2023年5月24日                      | 2023年11月29日                                |
| CRS シグナス NG-19 ローレル・クラーク                             | アメリカの宇宙船                              | ユニティ 天底側                    | 2023年8月4日                       | 2023年12月22日                                |
| プログレス MS-24/85P                                              | ロシアの貨物船                                | ズヴェズダ 後方側                  | 2023年8月25日                      | 2024年2月13日                                 |
| スペースX Crew-7                                                  | 第69/70次長期滞在アメリカ側クルー             | ハーモニー 天頂側                  | 2023年8月27日                      | 2024年3月11日                                 |
| ソユーズ MS-24/70S                                                | 第69/70次長期滞在ロシア側クルー               | ラスヴェット 天底側                | 2023年9月15日                      | 2024年4月6日（計画）                          |
| 第70次長期滞在中にドッキングした宇宙船                            |                                               |                                    |                                    |                                               |
| CRS ドラゴン SpX-29                                               | アメリカの貨物船                              | ハーモニー 前方側                  | 2023年11月11日                     | 2023年12月21日                                |
| プログレス MS-25/86P                                              | ロシアの貨物船                                | MRM2 天頂側                        | 2023年12月3日                      | 第71次長期滞在に移行予定                      |
| アクシオム ミッション3 フリーダム                                 | 長期滞在以外のアメリカの商業ミッション        | ハーモニー 前方側                  | 2024年1月20日                      | 2024年2月7日                                  |
| CRS シグナス NG-20 パトリシア・"パティ"・ヒリアード・ロバートソン | アメリカの貨物船                              | ユニティ 天底側                    | 2024年1月31日                      | 第71次長期滞在に移行                          |
| プログレス MS-26/87P                                              | ロシアの貨物船                                | ズヴェズダ 後方側                  | 2024年2月17日                      | 第71次長期滞在に移行                          |
| スペースX Crew-8 エンデバー                                       | 第70/71次長期滞在アメリカ側クルー             | ハーモニー 前方側                  | 2024年3月5日                       | 第71次長期滞在に移行                          |
| CRS ドラゴン SpX-30                                               | アメリカの貨物船                              | ハーモニー 天頂側                  | 2024年3月23日                      | 第71次長期滞在に移行                          |
| ソユーズ MS-25/71S                                                | 第70/71次長期滞在アメリカ側クルーと短期訪問者 | プリチャル 天底側                  | 2024年3月25日                      | 第71次長期滞在に移行                          |

| Segment                      | アメリカ軌道セグメント | アメリカ軌道セグメント | アメリカ軌道セグメント | アメリカ軌道セグメント | ロシア軌道セグメント | ロシア軌道セグメント | ロシア軌道セグメント | ロシア軌道セグメント |
| 期間                         | ハーモニー 前方        | ハーモニー 天頂        | ハーモニー 天底        | ユニティ 天底          | ラスヴェット 天底    | プリチャル 天底      | ポイスク 天頂        | ズヴェズダ 後方      |
| ---------------------------- | ---------------------- | ---------------------- | ---------------------- | ---------------------- | -------------------- | -------------------- | -------------------- | -------------------- |
| 2023年9月27日-2023年11月11日 | 空き                   | スペースX Crew-7       | 空き                   | シグナス NG-19         | ソユーズ MS-24/70S   | 空き                 | プログレス MS-23/82P | プログレス MS-24/83P |
| 2023年11月11日-29日          | CRS SpX-29             | スペースX Crew-7       | 空き                   | シグナス NG-19         | ソユーズ MS-24/70S   | 空き                 | プログレス MS-23/82P | プログレス MS-24/83P |
| 2023年11月29日-2023年12月3日 | CRS SpX-29             | スペースX Crew-7       | 空き                   | シグナス NG-19         | ソユーズ MS-24/70S   | 空き                 | 空き                 | プログレス MS-24/83P |
| 2023年12月3日-21日           | CRS SpX-29             | スペースX Crew-7       | 空き                   | シグナス NG-19         | ソユーズ MS-24/70S   | 空き                 | プログレス MS-25/84P | プログレス MS-24/83P |
| 2023年12月21日-22日          | 空き                   | スペースX Crew-7       | 空き                   | シグナス NG-19         | ソユーズ MS-24/70S   | 空き                 | プログレス MS-25/84P | プログレス MS-24/83P |
| 2023年12月22日-2024年1月20日 | 空き                   | スペースX Crew-7       | 空き                   | 空き                   | ソユーズ MS-24/70S   | 空き                 | プログレス MS-25/84P | プログレス MS-24/83P |
| 2024年1月20日-2月1日         | アクシオム ミッション3 | スペースX Crew-7       | 空き                   | 空き                   | ソユーズ MS-24/70S   | 空き                 | プログレス MS-25/84P | プログレス MS-24/83P |
| 2024年2月1日-7日             | アクシオム ミッション3 | スペースX Crew-7       | 空き                   | シグナス NG-20         | ソユーズ MS-24/70S   | 空き                 | プログレス MS-25/84P | プログレス MS-24/83P |
| 2024年2月7日-13日            | 空き                   | スペースX Crew-7       | 空き                   | シグナス NG-20         | ソユーズ MS-24/70S   | 空き                 | プログレス MS-25/84P | プログレス MS-24/83P |
| 2024年2月13日-17日           | 空き                   | スペースX Crew-7       | 空き                   | シグナス NG-20         | ソユーズ MS-24/70S   | 空き                 | プログレス MS-25/84P | 空き                 |
| 2024年2月17日-2024年3月5日   | 空き                   | スペースX Crew-7       | 空き                   | シグナス NG-20         | ソユーズ MS-24/70S   | 空き                 | プログレス MS-25/84P | プログレス MS-26/87P |
| 2024年3月5日-11日            | スペースX Crew-8       | スペースX Crew-7       | 空き                   | シグナス NG-20         | ソユーズ MS-24/70S   | 空き                 | プログレス MS-25/84P | プログレス MS-26/87P |
| 2024年3月11日-21日           | スペースX Crew-8       | 空き                   | 空き                   | シグナス NG-20         | ソユーズ MS-24/70S   | 空き                 | プログレス MS-25/84P | プログレス MS-26/87P |
| 2024年3月23日-25日           | スペースX Crew-8       | CRS SpX-30             | 空き                   | シグナス NG-20         | ソユーズ MS-24/70S   | 空き                 | プログレス MS-25/84P | プログレス MS-26/87P |
| 2024年3月25日-4月6日         | スペースX Crew-8       | CRS SpX-30             | 空き                   | シグナス NG-20         | ソユーズ MS-24/70S   | ソユーズ MS-25/71S   | プログレス MS-25/84P | プログレス MS-26/87P |

プリチャルの前方、後方、右舷および左舷ポートはモジュールが宇宙ステーションにドッキングして以来使用されていないため表から割愛した。